# Cubiérettes
Cubiérettes è un comune francese di 54 abitanti situato nel dipartimento della Lozère nella regione dell'Occitania.

## Società

### Evoluzione demografica
Abitanti censiti